# Kim Thomson
Kim Thomson (Bath, 30 oktober 1959) is een Brits actrice.

## Biografie
Thomson werd geboren in Bath bij een Schotse vader en een Ierse moeder. Op achtjarige leeftijd scheidde haar ouders groeide zij in Surrey op bij haar Schotse grootouders van vaders kant die oorspronkelijk uit Alloa kwamen. Op zesjarige leeftijd werd zij naar een kostschool gestuurd waar zij voor vijf jaar verbleef. Thomson studeerde in 2010 af in politicologie, filosofie en geschiedenis aan de Universiteit van Londen in Londen. Het acteren leerde zij aan de Central School of Speech and Drama in Londen.
Thompson begon in 1982 met acteren in de Britse televisieserie Strangers, waarna zij in nog meerdere rollen speelde in televisieseries en films. Naast het acteren voor televisie is zij ook actief in het theater, en als actrice voor televisie en theater is zij actief in zowel Engeland als Amerika. Zij is vooral bekend van haar rol als Faye Lamb in de Britse televisieserie Emmerdale, waar zij in 225 afleveringen speelde (2009-2011).

## Filmografie

### Films
- 2008 Hughie Green, Most Sincerely - als Claire Green
- 2007 Messages - als Frances Beale
- 2007 1408 - als kantoorklerk
- 2004 Unstoppable - als agente Kennedy
- 2004 The Princess Diaries 2: Royal Engagement - als verslaggeefster Elsie Penworthy
- 2004 Steamboy - als mrs. Steam (Engelse stem)
- 2000 McCready and Daughter - als Laura Cooper
- 1993 Brian Conley: Outside Chance - als Gillian Walcott
- 1991 Murder 101 - als Francesca Lavin
- 1991 Peter Ustinov on the Orient Express - als Mata Hari
- 1990 Kaleidoscope - als Solange
- 1990 Hands of a Murderer - als Sophie DeVere
- 1990 Perry Mason: The Case of the Desperate Deception - als Cathy Bramwell
- 1990 Jekyll & Hyde - als Lucy Harris
- 1989 The Tall Guy - als Cheryl
- 1988 Stealing Heaven - als Heloise
- 1986 Screamtime - als Lady Anne
- 1983 Party Party - als Brenda

### Televisieseries
Uitgezonderd eenmalige gastrollen.
- 2016 Mr Selfridge - als Clara Dillon - 2 afl.
- 2009-2011 Emmerdale - als Faye Lamb - 225 afl.
- 2009 Casualty - als Amber - 3 afl.
- 2008 The Bill - als Naomi Woods - 5 afl.
- 2007 Judge John Deed - als Marie Madsen - 2 afl.
- 2001 McCready and Daughter - als Laura Cooper - 5 afl.
- 2001 Baddiel's Syndrome - als Sian - 14 afl.
- 1997-1998 Loved by You - als Becky Edwards - 11 afl.
- 1994 The Wanderer - als Beatrice - 2 afl.
- 1992 Virtual Murder - als Samantha Valentine - 6 afl.
- 1991 Merlin of the Crystal Cave - als Ninianne - 3 afl.
- 1991 Great Expectations - als Estella - 6 afl.
- 1987 Ruth Rendell Mysteries - als Linda Grover - 4 afl.
- 1987 A Killing on the Exchange - als Kate MacRenny - 5 afl.
- 1986 Brush Strokes - als Lesley Bainbridge - 11 afl.
- 1985 Cover Her Face - als Sally Jupp - 4 afl.

- Library of Congress Control Number: no2013132674
- Virtual International Authority File: 305457297
- WorldCat: E39PBJbH3XCvk6HgwVWDDxHBfq